# Ягмурова, Язгуль
Язгу́ль Ягму́рова — советский работник сельского хозяйства; колхозница колхоза имени Андреева Карабекаульского района Чарджоуской области, Герой Социалистического Труда.

## Биография
Родилась в 1936 году в колхозе «Большевик». Член КПСС с 1971 года.
С 1952 года — на хозяйственной, общественной и политической работе. В 1952—1956 гг. — колхозница колхоза «Тезе дурмуш», бригадир совхоза, колхоза имени Андреева Карабекаульского района Чарджоуской области.
За высокий сбор урожая указом Президиума Верховного Совета СССР от 14 февраля 1957 года присвоено звание Героя Социалистического Труда с вручением ордена Ленина и золотой медали «Серп и Молот».
В 1979 году стала матерью-героиней.
Проживала в Туркмении.